# بوگایچی
بوگایچی (به لاتین: Bogajići) یک منطقهٔ مسکونی در مونته‌نگرو است که در پلاو واقع شده‌است. بوگایچی ۴۴۱ نفر جمعیت دارد.